# سفادروکسیل
سفادروکسیل (به انگلیسی: Cefadroxil) (که قبلاً با نام تجاری Duricef شناخته می‌شد) یک آنتی بیوتیک با طیف گسترده از نوع سفالوسپورین است، در عفونت‌های باکتریایی گرم مثبت و گرم منفی مؤثر است. این دارو یک آنتی بیوتیک باکتری‌کش است. 
این دارو در سال ۱۹۶۷ ثبت اختراع و در سال ۱۹۷۸ برای مصارف پزشکی تایید شد. 
سفادروکسیل یک داروی ضد باکتری سفالوسپورین نسل اول است که مشتق پارا هیدروکسی سفالکسین محسوب می‌شود و به طور مشابه در درمان عفونت‌های مستعد خفیف تا متوسط مانند باکتری استرپتوکوک پیوژنز مورد استفاده قرار می‌گیرد که باعث ایجاد بیماری که عموماً به آن گلودرد استرپتوکوکی یا لوزه استرپتوکوکی گفته می‌شود و همچنین در درمان عفونت ادراری، عفونت دستگاه تناسلی و عفونت‌های پوستی مورد استفاده قرار می‌گیرد. 
شایع‌ترین عوارض جانبی سفادروکسیل اسهال (که ممکن است خونین باشد)، حالت تهوع، درد شکمی و استفراغ است. عوارض جانبی دیگر شامل  راش پوستی ، کهیر و خارش است.